# Rujm Beni Yasser
Rujm Beni Yasser ist eine ursprünglich nabatäisch gegründete Grenzbefestigung im Talgrund des in das Kerak-Plateau eingeschnittenen Wadis el-Lejjun. Erst im Zuge einer Reorganisation des Limes Arabicus, während der Regierungszeit des Kaisers Diokletian (284–305), wurde die Anlage durch eine spätrömische Garnison erneut besetzt und bis in die byzantinische Zeit genutzt. Das römische Grenzschutzkommando in der Befestigung nahm Sicherungs- und Überwachungsaufgaben wahr. Daneben besaß Beni Yasser zusammen mit dem rückwärtigen Kastell Khirbet el-Fityan eine wichtige Funktion im Vorwarnsystem der römischen Grenzsicherung. Heute befindet sich das Bauwerk in der semiariden Wüstenzone des Gouvernements al-Karak in Jordanien. Die Kleinstadt Al-Qatrana befindet sich rund 17 Kilometer nordnordöstlich, die Stadt Kerak rund 20 Kilometer südsüdwestlich.

## Lage
Das Fortifikation wurde auf einem kleinen sattelförmigen Hügel am östlichen Rand einer durch das Wadi el-Lejjun gebildeten Talebene errichtet. Die besondere Bedeutung dieser von Osten nach Westen maximal 1,60 Kilometer langen und von Norden nach Süden rund einen Kilometer breiten Ebene wird durch die dort gelegene, strategisch bedeutende Quelle Ain Lejjun gebildet, die ein natürlicher Anziehungspunkt für Händler und Nomaden war und eine dem Klima angepasste Landwirtschaft ermöglichte. Eine besondere Bedeutung erhalten die Quelle und die Ebene zusätzlich durch ihre Lage an der östlichen 200-Millimeter-Regenfallgrenze. Die Sicht von der auf rund 700 Höhenmetern errichteten Grenzbefestigung Beni Yasser reichte in spätantiker Zeit nach Westen auf das rund einen Kilometer entfernt in der Ebene gelegene Legionslager Betthorus, das sich auf 696 Höhenmetern befindet, bis zum rund 2,40 Kilometer entfernten Kastell Khirbet el-Fityan, das rund 800 Meter hoch auf dem Kerak-Plateau angelegt wurde. Insgesamt konnte vom Standort Beni Yasser aus an den meisten Stellen nach Norden, Osten und Süden knapp das den Talgrund umgebende Plateau überblickt werden.
Ein im Jahr 2003 begonnenes Langzeitprojekt der amerikanischen Paläoanthropologin und Archäologin Jennifer E. Jones, die bereits unter der Leitung des amerikanischen Provinzialrömischen Archäologen Samuel Thomas Parker (1950–2021) an dessen Limes-Arabicus-Projekt beteiligt war, konzentrierte sich auf die Erforschung der vorgeschichtlichen Fundstätten im Tal und rundum von Lejjun. Jones untersuchte dabei westlich des in der Ebene gelegenen Legionslager Betthorus neben einer Menhir-Reihe unter anderem eine große frühbronzezeitliche Befestigung. Die seit Jahrtausenden genutzte Attraktivität des Geländes wird auch durch die wesentlich älteren paläolithischen Silex-Funde unterstrichen. Vor dem erst in die Spätantike zu verortenden Nutzungskonzept der Römer errichteten die Nabatäer in der Talebene eine Siedlung, die durch die Befestigung Beni Yasser gesichert wurde.

## Forschungsgeschichte
Der Biblische Archäologe Nelson Glueck (1900–1971), der in den 1930er Jahren viele Bauten des römischen Limes in Jordanien besuchte, nahm auch am Rujm Beni Yasser eine Feldbegehung vor. Bereits 1979 hatte die aufgesammelte Keramik einer Feldbegehung unter der Leitung von Parker den nabatäischen Ursprung und die spätantike Neunutzung nahegelegt. Den ausschlaggebenden Beitrag zur modernen Erforschung der Befestigung leisteten jedoch erst die eingehenden Untersuchungen Parkers, der mit einer Mannschaft aus Wissenschaftlern unterschiedlicher Disziplinen von 1980 bis 1989 archäologische Expeditionen an den Limes Arabicus unternahm. Als Leiter des Limes Arabicus Projects legte Parker dabei seinen Schwerpunkt auf den römischen Grenzverlauf in Zentraljordanien. Die begrenzten Sondierungen am Rujm Beni Yasser, zu denen auch Sondagegrabungen gehörten, unterstanden Joanne Bloom, der örtlichen Grabungsleiterin vom Bryn Mawr College in Bryn Mawr, USA. Bereits 1980, während der ersten Kampagne des Projekts, konnten die Untersuchungen in Rujm Beni Yasser abgeschlossen werden. Die wichtigsten Ziele der Forschungen betrafen die Datierung für jede der Hauptkomponenten der Anlage, die Erforschung der Besiedlungsgeschichte und einen vielleicht möglichen Nachweis der römischen Signalisierungsmethoden. Dazu wurden zunächst drei Teilbereiche innerhalb der Fortifikation ausgewählt, in denen Schnitte angelegt werden sollten. Der erste, E.1 genannt, betraf den östlichen Turm, die östliche Umfassungsmauer und einen Abschnitt des zentralen Innenhofs, der zweite Schnitt, E.2, umfasste das gesamte Innere des westlichen Turms und der dritte Schnitt E.3 diente der Untersuchung von einem der Räume, die entlang der südlichen Umfassungsmauer bestanden.

## Baugeschichte

### Nabatäische Fortifikation (ca. 63 v.Chr. bis 135 n.Chr.)

Plan der Fortifikation Rujm Beni Yasser nach den Untersuchungen des Limes Arabicus Projects

Die ältesten Funde auf dem sattelförmigen Hügel, den später die Befestigung Beni Yasser einnahm, stammen aus der Eisenzeit. Zeitlich sich überschneidende Funde und Befunde belegen eine eisenzeitliche Besiedlung des Wadi Lejjun, wobei es für eine tatsächliche Mitnutzung des Hügels in dieser Zeit insgesamt viel zu wenige Beweise gibt. In Beni Yasser kamen 1980 lediglich zwei eisenzeitliche Scherben aus dem Boden und die waren nachträglich in zeitlich spätere Kontexte eingetragen worden. Die Reste der erhalten gebliebenen, ohne ihre Turmvorsprünge rund 32 Meter (West-Ost) × 26 Meter (Nord-Süd) umfassenden Befestigung, besaßen einen trapezförmigen Grundriss, der sich an seinem nordöstlichen Ende auf nur 13,50 Meter in seiner Nord-Süd-Ausrichtung verjüngte. Hier befand sich auch das einzige Tor zu der Befestigung. Der Bau wurde eindeutig durch die Nabatäer im ersten Jahrhundert v. Chr. oder n. Chr. gegründet. Die Ausgrabungen unter Bloom und Parker haben gezeigt, dass die Befestigungsanlagen nicht besonders imposant gewesen sein können. Die unregelmäßige Umfassungsmauer bestand aus einem Trockenmauerwerk, das aus lokal anstehenden, grob behauenen Hornsteinblöcken und Lagen aus Bruchsteinen errichtet worden war. Die Stärke dieser Mauer betrug lediglich eine Steinschicht. An der durch die Archäologen 1980 untersuchten Nord- und Südseite hatte sich das Mauerwerk noch 0,65 Meter beziehungsweise 0,80 Meter hoch erhalten. Die Umfassungsmauer stand auf einem breiter ausgelegten Fundament, das wiederum auf einer sterilen Bodenschicht gründete. Einzig die Lage auf dem Hügel sorgte für eine gewisse zusätzliche Verteidigungsfähigkeit, doch scheint die Anlage auch nicht dafür ausgelegt gewesen zu sein, einem ernsthaften Angriff zu widerstehen.
Die Umfassungsmauer sicherte einen zentralen Innenhof, der den vertieften Teil des Hügelsattels einnahm. Innerhalb des Hofes deutet ein Schutthaufen in einer kreisförmigen Vertiefung auf das Vorhandensein einer Zisterne hin. Entlang der nordwestlichen und südöstlichen Umfassungsmauer waren jeweils vier Räume angebaut. Auch die Mauern dieser Räume bestanden aus Hornstein, teils waren auch Kalkstein und Gips verarbeitet worden. Der nordwestlichste Raum an der nördlichen Mauer ragte über die dortige Ecke der Umfassungsmauer hinaus und schloss an den Südwestturm an. Insgesamt variierten die Räume in ihrer Größe beträchtlich, wobei die Innenmaße von 9,50 × 4,50 Meter bis lediglich 3,00 × 4,50 Meter reichten. Die Fortifikation besaß drei rechteckige Türme: den Südwestturm, den Nordostturm und den Südostturm. Am südwestlichen erhöhten Ende des Hügelsattels sprang lediglich ein 9,22 × 6,34 Meter großer Turm fast mittig aus der Umfassungsmauer hervor, die anderen beiden Türme befanden sich am nordöstlichen Ende des Sattels und der Befestigung. Die Türme der Fortifikation waren zwar wesentlich stärker als die Umfassungsmauer ausgelegt. Doch besaßen sie keine Innenräume, sondern bestanden aus massivem Bruchsteinmauerwerk. Daher konnte ihnen kein größerer Verteidigungswert zugesprochen werden, falls ein Feind die Umfassungsmauer durchbrochen hätte. Den Ausgräbern unter Bloom und Parker schien es vielmehr, dass diese Türme als Plattformen für ein optisches Fernmeldesystem genutzt wurden. Zwei Feststellungen waren für Bloom und Parker der Hauptzweck zur Anlage dieser Befestigung durch die Nabatäer. Als erstes gehörte die Fortifikation zu einem Netzwerk an befestigten Posten, damit die östliche Grenze des nabatäischen Königreichs vor mutmaßlichen Angriffen nomadischer Stämme gesichert werden konnte. Zum Zweiten schützte die Befestigung die nabatäische Siedlung in der Talebene des Wadis el-Lejjun vor Angriffen aus dem oberen Wadi Mudschib, zu dem es über eine tiefe Schlucht in Verbindung stand. Diese Zugangssituation konnte von dem viel höher gelegenen, aber weiter entfernten Posten in Khirbet el-Fityan, der offenbar bereits während der eisenzeitlichen und nabatäischen Ära genutzt wurde, nicht überwacht werden. Neben weiteren Wachstationen konnte in nabatäischer und möglicherweise auch in römisch-byzantinischer Zeit der rund zwei Kilometer nordöstlich gelegene Wachturm über dem Wadi ed-Dabba eingesehen werden.
Die Untersuchung der stratifizierbaren Abfolge von Laufhorizonten und Nutzungsschichten aus der Befestigung von Rujm Beni Yasser lieferte den Ausgräbern unter Parker wertvolle Daten zur regionalen nabatäische Präsenz in Moab. Insbesondere konnte eine Abfolge der keramischen Waren erstellt werden, die bei der Analyse ähnlicher Scherben, die im Vorfeld der Grabungen bei einer Feldbegehung geborgen wurden, hilfreich sein konnte. Es ließen sich auch einige Kenntnisse gewinnen, die Aufschlüsse zur lokalen nabatäischen Wirtschaft gaben. Dazu gehörten auch die Arten von Pflanzen und Tieren, die genutzt wurden. Die nabatäische Garnison scheint im frühen zweiten Jahrhundert n. Chr. friedlich geendet zu haben.
Nach Ausweis des Fundmaterials ernährte sich die nabatäische Garnison von Emmer, Oliven sowie Datteln. Zudem stand eine variierende Fleischkost von Schaf/Ziege, Kuh, Schwein und Hühnchen auf dem Speiseplan.

### Römisch-byzantinische Nutzungsphase  (um 300 bis um 500 n.Chr.)
Nach der römischen Annexion des Nabatäerreiches während der Regierungszeit des Kaisers Trajan (98–117) im Jahre 106 n. Chr. wurden bedeutende Teile der nabatäischen Armee in die römische Armee eingegliedert und anschließend fern ihrer Heimat stationiert. Die nun militärisch geräumte Fortifikation Rujm Beni Yasser blieb in der Folgezeit offenbar unbesetzt und für den Rest des zweiten und den größten Teil des dritten Jahrhunderts verlassen. Im Zuge des diokletianischen Bauprogramms zur Stärkung der arabischen Grenze gegen die wachsende Bedrohung durch die Sassaniden wurde der fast zweihundert Jahre seinem Schicksal überlassene Posten Beni Yasser um 300 n. Chr. durch eine römische Grenzschutzeinheit besetzt, die wohl als Vexillation der im nahen Legionslager Betthorus kasernierten Legio IIII Martia hierher versetzt wurde. Die Spuren des Wiederaufbaus, der Veränderungen und Neubauten, die in die Zeit zwischen 284 und 324 n. Chr. datieren, ließen sich in allen drei der 1980 untersuchten Schnitten nachweisen. Nachdem die Archäologen bei einer Sondierung in Schnitt E.2 das aus einem massiven Schuttkern bestehende Innere des Südwestturms untersucht hatten, ließ sich anhand der dort zu Tage gebrachten spätrömischen Keramik aus der Zeit zwischen 284 und 324 n. Chr. nachweisen, dass dieser Turm damals entweder neu errichtet oder repariert wurde. Auch in Schnitt E.1 konnte der Wiederaufbau des Nordostturms nachgewiesen werden. Neben diesen Maßnahmen sanierte die spätrömische Besatzung von Beni Yasser den Innenhof. Es ließ sich nachweisen, dass die Römer neue Lehmböden über den alten Laufhorizont nabatäischen Datums verlegten. In Schnitt E.1 fand sich im Innenhof dazu eine Abfolge von Laufhorizonten und Kulturschichten. Sie enthielt mehrere Aschegruben, in denen beträchtliche Mengen an Keramik, Tierknochen und verkohlten Pflanzenresten lagen. Die meisten Scherben gehörten dabei zu Kochgeschirren, die in das 4. Jahrhundert n. Chr. datierten.
Neben dieser Maßnahme errichteten die römischen Strategen zeitgleich im Talgrund von el-Lejjun auf bisher unbebautem Grund das Legionslager Betthorus, sowie das nahegelegene Kastell Khirbet el-Fityan und weitere Neubaukastelle entlang des Limes Arabicus, wie das rund 15 Kilometer entfernte, inschriftlich datierbare Praetorium Mobeni. Für dieses Kastell ist eine Bauzeit zwischen 293 und 305 n. Chr. nachweisbar.
Auf dem Schuttkern des nordöstlichen Turms im Schnitt E.1, fand sich eine relativ große, 1,75 × 1,20 Meter umfassende Feuerstelle, deren aschiger Befund eine Stärke von 0,20 Metern besaß. In der Asche fanden sich neben Holzkohle angekohltes Reet, Brandlehm, verkohlte Tierknochen, Glasfragmente und Keramikscherben des späten 3./frühen 4. Jahrhundert, wobei die Kochgefäßkeramik den Schwerpunkt bildete. Höchstwahrscheinlich sind zwei ebenfalls entdeckte frühbyzantinische Scherben nachträglich in den Befund gelangt. Zwar war diese Feuerstelle eindeutig zum Abkochen genutzt worden, doch waren sich die Wissenschaftler einig, dass diese Stelle, am höchsten Punkt des von starken Winden getroffenen Hügels, für ein reguläres Kochfeuer ungeeignet war. Da die Türme der Befestigung im Wesentlichen Plattformen waren, deren Inneres mit Gestein verfüllt war, konnte in ihrem Inneren kein Feuer brennen. Die Feuerstelle auf dem nordöstlichen Turm schien auch viel zu groß für eine rein häusliche Funktion zu sein und ihre Lage auf dem höchsten Punkt des Hügels bot die größtmögliche Sicht. Dieser Befund könnte daher in erster Linie für das optische Fernmeldewesen genutzt worden sein, jedoch gibt es dafür keine Beweise. Der Hauptzweck von Beni Yasser bestand auch in römisch-byzantinischer Zeit in der Beobachtung des unteren Wadis Lejjun und dem Abfluss dieses Trockentals über das Wadi ed-Dabba in das Wadi Muschib sowie in der optischen Nachrichtenübermittlung. Die Fortifikation gehörte damit zu einem komplexen Netzwerk von Wachtürmen und Signalposten, die buchstäblich zu Hunderten entlang des Limes Arabicus existierten und die Augen und Ohren der Armee bildeten. Diese Aufgabe wurde nach dem Bau einer großen Wassermühlenanlage im unteren Wadi noch wichtiger. Diese für die Versorgung der Legion zwingend notwendigen Mühlen und ihr Verbindungsweg konnten weder von Khirbet el-Fityan noch vom Legionslager selbst aus überwacht werden. Daher war die Wacht in Beni Yasser die wichtigste Versicherung dieser Anlagen gegen einen Überraschungsangriff. Trotzdem musste deren Mannschaftsstärke nicht sehr stark sein und betrug wahrscheinlich weniger als eine Zenturie. Vermutlich bestand sie aus Legionären der Legio IV Martia, die im Legionslager Betthorus stationiert war.
Die Aufgabe von Beni Yasser durch die byzantinische Armee, spätestens am Ende des fünften Jahrhunderts, war kein isoliertes Ereignis. Ein Blick auf die gesamte spätantike Limeszone deutet darauf hin, dass praktisch alle Wachtürme, militärische Stationen und viele Kastelle ein ähnliches Schicksal ereilte. Auch Khirbet el-Fityan, das Parker als Knotenpunkt eines weitreichenden optischen Fernmeldesystems bezeichnete und das damit weitaus bedeutender war als Beni Yasser, wurde um  500 aufgegeben. Diese Tatsache deutet darauf hin, dass das Signalsystem in dieser Zeit nicht mehr funktionierte, auch wenn das Legionslager selbst noch bis 530 n. Chr. militärisch und anschließend bis zum großen Erdbeben des Jahres 551 n. Chr. in ziviler Nachnutzung besetzt blieb. Die numismatischen Schlussmünzen aus dem Legionslager datieren in die Regierungszeit des Kaisers Justinian I. (527–565). Blooms und Parkers Untersuchungen in Beni Yasser erbrachten hingegen keine einzige Münze zur chronologischen Kontrolle des stratifizierbaren keramischen Materials.

## Spätantiker vorderer Limesverlauf zwischen dem Rujm Beni Yasser und dem Qasr Abu Rukba
| Name/Ort       | Beschreibung/Zustand |                            |
| -------------- | --- | -------------------------- |
| Rujm el-Merih  | Der 11 × 9,5 Meter große, rechteckige Wachturm befindet sich auf einer exponierten Anhöhe mit einer ausgezeichneten Fernsicht in alle Richtungen. Besonders wichtig für die Überwachung scheint die Wüstenstraße gewesen zu sein, die östlich des Rujm el-Merih in Richtung Norden zum Legionslager Betthorus und in Richtung Süden zum Wachturm Qasr Abu Rukba verläuft. Der Rujm el-Merih gründet auf einer kreisförmigen Plattform, die möglicherweise als Fundament eines älteren Bauwerks angesprochen werden kann. Er besitzt ein 1,50 Meter breites zweischaliges Mauerwerk, zwischen dem eine Steinschüttung eingebracht wurde. Das Bauwerk wurde weniger als zwei Kilometer östlich des eisenzeitlich gegründeten Wachturms Khirbet Thamayil errichtet. Die Turmbesatzung des Rujm el-Merih konnte sowohl das sieben Kilometer nördlich gelegene Kastell Khirbet el-Fityan als auch den rund acht Kilometer südlich postierten, 10,50 × 10,90 Meter umfassenden Wachturm Qasr Abu Rukba einsehen. Am Rujm el-Merih fand Parker zahlreiche spätrömische und frühbyzantinische Scherben. Diese zeitliche Einordnung könnte auch die Architektur des Turms bestätigen, denn es scheint sich wie beim Qasr Abu Rukba um eine spätrömische Konstruktion zu handeln. Neben Parkers Limes-Arabicus-Project untersuchte auch der Historiker und Bibelwissenschaftler James Maxwell Miller mit seiner Archaeological Survey of the Kerak Plateau, die von 1978 bis 1982 stattfand, den Rujm el-Merih. Seine Mannschaft sammelte 168 Keramikscherben, darunter 14 nabatäische, 4 spätrömische und 2 frühbyzantinische. Trotz ansonsten ähnlicher Ergebnisse wie Parker ordnete Miller das Schalenmauerwerk des Turmes den Nabatäern zu und nahm an, dass dieser Fundplatz in der römischen und frühbyzantinischen Periode wiederverwendet wurde. Parker ging zwar ebenfalls von einer ursprünglich in nabatäischer Zeit an dieser Stelle gegründeten Struktur aus, doch blieb er bei seiner Annahme, den heute sichtbaren Turmrest mit seinen als Opus incertum aufgeführten Mauern als spätrömischen Neubau zu betrachten. Im Anschluss wird eine Liste der identifizierten Keramikscherben aus Millers und Parkers Feldbegehungen wiedergegeben. Parkers Mannschaft hatte insgesamt 59 Scherben gesammelt, die Parker bis 2006, zum Abschluss des Limes-Arabicus-Projekts, folgendermaßen datierte: \| Anzahl \| Zeitstellung \| Bemerkung \| \| -------- \| ---------------------------- \| -------------------------- \| \| 2 \| eisenzeitlich \| ca. 1200–539 v. Chr. \| \| 38+14=52 \| frührömisch-nabatäisch \| ca. 63 v. Chr.–135 n. Chr. \| \| 2+4=6 \| spätrömisch \| ca. 135–324 \| \| 13 \| spätrömisch-frühbyzantinisch \| ca. 135–502 \| \| 1+2=3 \| frühbyzantinisch \| ca. 324–502 \| \| 1 \| spätottomanisch \| ca. 1703–1918 \| \| 2 \| \| nicht bestimmt \| |                            |
| Qasr Abu Rukba | → Hauptartikel : Qasr Abu Rukba [ 38 ] |                            |
| Anzahl         | Zeitstellung | Bemerkung                  |
| 2              | eisenzeitlich | ca. 1200–539 v. Chr.       |
| 38+14=52       | frührömisch-nabatäisch | ca. 63 v. Chr.–135 n. Chr. |
| 2+4=6          | spätrömisch | ca. 135–324                |
| 13             | spätrömisch-frühbyzantinisch | ca. 135–502                |
| 1+2=3          | frühbyzantinisch | ca. 324–502                |
| 1              | spätottomanisch | ca. 1703–1918              |
| 2              | | nicht bestimmt             |